# Бофор (сир)
Бофор (фр. Beaufort) — один із найвідоміших французьких сирів із коров'ячого молока.

## Історія
Історія приготування сиру стосується часів Римської імперії. З часом рецептура сиру Бофор змінювалася, найбільш популярний він став у XVIII столітті. Гурмани всього світу стали шанувальниками насиченого сиру Бофор, який спочатку мав іншу назву — Вашрен, що в перекладі з французької означає «корова» (калоризатор). Пізніше цьому виду сиру дали назву села біля підніжжя Альп.
У середині XX століття Бофор включили в список продуктів, які обов'язково проходять процедуру контролю на справжність походження. Таким чином, Бофор — це сорт сиру, що виготовляється на певній території і відповідає певним стандартам якості і смаку.
Сир Бофор має м'який фруктовий аромат, приємний смак, пругу і гладку консистенцію, колір слонової кістки.
Відомі такі марки сиру Бофор, як Chignin, Chablis або Apremont.

## Виробництво
Бофорт виробляється в долинах Бофортен, Тарантез і Мор'єн, а також у частинах долини Валь д'Арлі, які розташовані на 450 000 гектарах регіону Савоя.
Сир готується з використанням 11 літрів (2,9 галлонів США) молока на кожен 1 кг (2,2 фунта) бажаного сиру. Молоко, яке використовується в одному сорті, походить від корів Tarine або Abondance, які пасуться в Альпах.
Щоб приготувати бофорт, молоко спочатку нагрівають, а потім заливають у буковий обруч або форму, що надає сиру характерну увігнуту форму. Його пресують 24 години, виймають з обручів і потім охолоджують ще 24 години. Після охолодження його замочують у розсолі, а потім зберігають на ялинових полицях протягом одного-двох місяців. Під час цієї частини процесу одна сторона сиру щоранку солиться вручну, потім щодня після обіду перевертається та масажується. Після того, як сирна кірка досягає рівня зрілості, сир дозрівають за допомогою суміші під назвою морж, яка створює його сильний смак і блідо-жовту скоринку. Потім готовий сир повинен витримати 6—12 місяців, а то й довше, у прохолодному гірському погребі.  

## Характеристика
Сир «Бофор» блідо-жовтого кольору, з гладкою кремовою текстурою, без дірок, як в інших сирах у стилі Грюйер, Конте, Вашрен Фрібуржуа чи Емменталь. Бофорт також має дуже виразний аромат, іноді описуваний як сильний або злегка гострий і нагадує пасовища, на яких пасуться корови Тарантез і Абонданс, щоб забезпечити молоко, яке використовується для сиру.
Бофор зазвичай використовується для приготування фондю, оскільки він легко тане. Один із багатьох сирів, які добре поєднуються з білим вином, бофорт часто подають із рибою, особливо з лососем.